# Atelornis
Genre
Le genre Atelornis regroupe deux espèces d'oiseaux endémiques de Madagascar, connues sous le nom de brachyptérolle, appartenant à la famille des Brachypteraciidae.

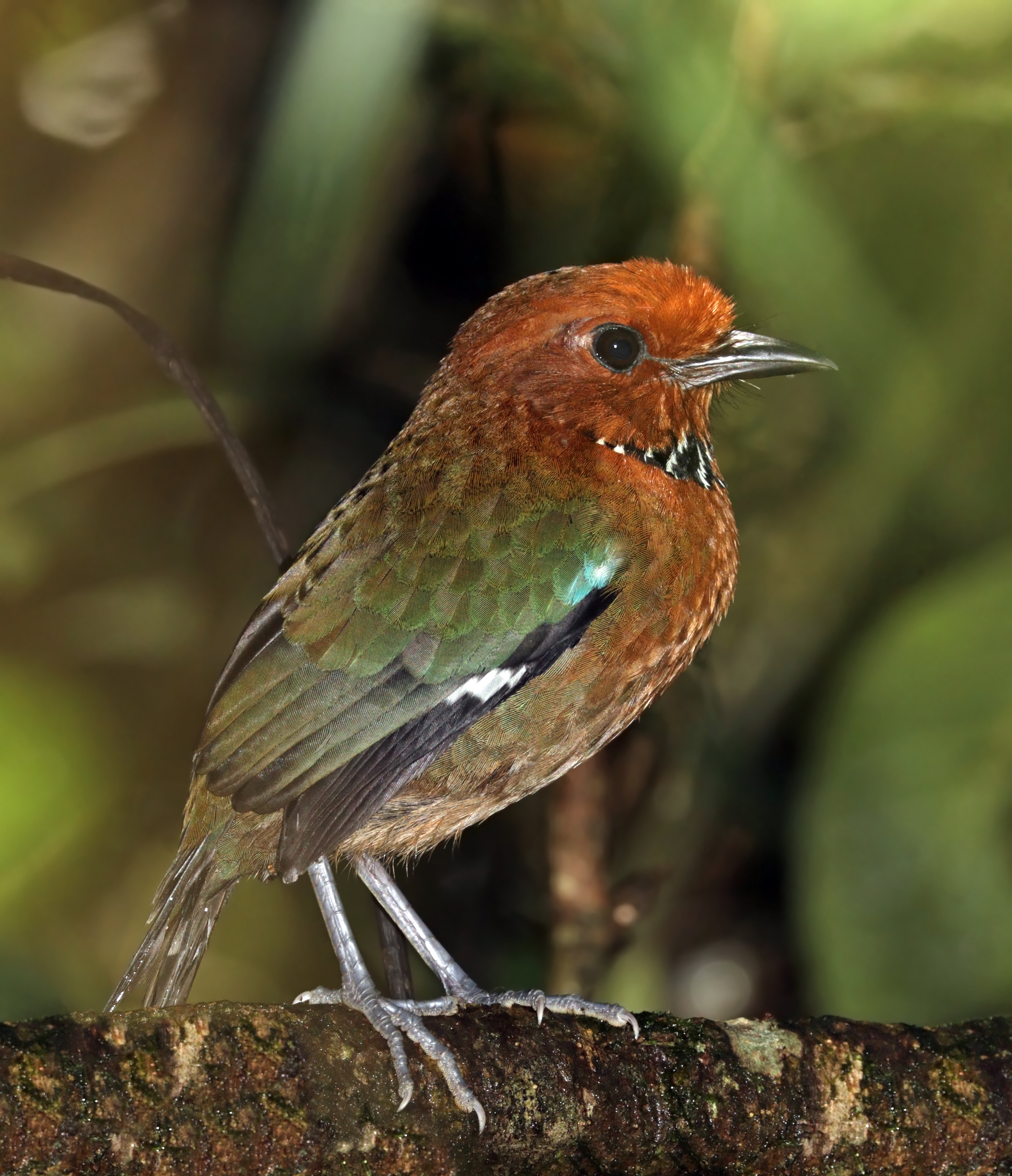
Atelornis crossleyi : Rousserolle à tête rousse, Parc national de Ranomafana, Madagascar

## Liste des espèces
D'après la classification de référence (version 2.2, 2009) du Congrès ornithologique international (ordre phylogénique) :
- Atelornis pittoides – Brachyptérolle pittoïde
- Atelornis crossleyi – Brachyptérolle de Crossley